# Factoring
Factoring är en typ av tjänst som erbjuds av finansbolag eller banker. Denna tjänst innebär att företag säljer eller belånar sina fakturor hos finansbolag eller bank. 
Factoringbranschen är en snabbväxande bransch som erbjuder många företag nya sätt att finansiera sitt rörelsekapital på. Factoringbolag erbjuder alternativ till traditionella banklån. Den typiska factoringkunden är vanligtvis små eller medelstora företag som behöver snabb tillgång på likvida medel. På senare år har även större företag börjat anlita factoringbolag för att förbättra sin likviditet och nyckeltalen. Att använda sig av factoringtjänster innebär även att företag skyddar sig mot kreditrisker. För många företag är idag factoring ett måste för att kunna driva verksamheten eftersom det blir allt vanligare att större bolag och offentlig sektor kräver upp till 90 dagars betalning av sina leverantörer.
Vid försäljning av fakturor till ett factoringbolag finns det både för- och nackdelar. En stor fördel är att man får tillgång till pengarna omgående och factoringbolaget tar över kreditrisken. Som företagare är det viktigt att man sätter sig in i företaget som köper fakturorna. Det var tidigare känt att enbart företag med låg eller rent av dålig kredit sålde sina fakturor men detta påstående stämmer inte längre.

## Begreppsförklaring
Fakturaköp – det är en typ av factoring där några eller alla fakturor säljs och överlåts till finansbolag eller banker. Pris runt 1-4% av fakturabeloppet men avgörs om man säljer med eller utan regress: 
Factoring med regress – fakturabelåning eller en form av fakturaköp, detta innebär att fakturan som inte blivit betald köps tillbaka av företaget efter ett visst antal avtalade dagar samt behåller kreditrisken.  
Factoring utan regress – en annan typ av fakturaköp som innebär att risken för utebliven betalning går över till finansbolaget när gäldenären inte kan betala fakturan. 
Fakturabelåning – innebär att företaget intecknar sina fakturor hos finansbolag eller bank. Parterna avtalar att företaget belånar sina fakturor (belåningsgraden är vanligen runt 70-90 % av fakturabeloppet) hos till exempel finansbolag. Företaget måste i sin tur meddela sina kunder om överlåtelsen av fakturorna. Kundernas betalning ska enligt överlåtelseavtal betalas till finansbolaget. Företaget meddelas av finansbolaget när betalning skett.

## Historia
Factoring som en etablerad del av näringslivet pågick i England före 1400-talet och kom till Amerika med pilgrimer runt 1600-talet. Som alla finansiella tjänster har factoring utvecklats under århundraden och har sitt ursprung i finansieringen av handel, särskilt den internationella handeln.